# Raquel Agostini
Raquel Agostini foi uma cantora lírica italiana radicada no Brasil, com atuação nos teatros de Lisboa e do Rio de Janeiro, onde gozava de grande prestígio.
Em 1854 estava no Teatro Nacional de São Carlos de Lisboa, mesmo ano que chegou ao Rio de Janeiro, em companhia do marido português. Foi contratada pelo diretor da Companhia Lírica do Teatro Lírico Fluminense onde estreou em 13 de novembro como Elvira, na peça Ernani.
Era mãe do caricaturista e jornalista Angelo Agostini. Era casada em segundas núpcias com o português António Pedro Marques de Almeida.
Raquel faleceu na Itália em 1874.